# Курочкин, Виктор Васильевич
Виктор Васильевич Ку́рочкин (род. 1954) — депутат Государственной думы второго созыва.

## Биография
Родился 10 января 1954 года в с. Тайна (ныне Газимуро-Заводского района Читинской области).

### Образование и трудовая деятельность
Окончил ВПШ (Хабаровск).
Трудовую деятельность начинал рабочим на Новоширокинском горнообогатительном комбинате.
С 1975 года — корреспондент, заведующий экономическим отделом, ответственный секретарь газеты «Путь Ленина» Чернышевского района Читинской области. С 1982 года — заместитель редактора, затем редактор газеты «Даурская новь». С 1985 года — редактор областной молодёжной газеты «Комсомолец Забайкалья». С 1991 по 1995 год — редактор «Народной газеты» в Чите.

### Политическая деятельность
В 1993 году был избран в Совет Федерации первого созыва, являлся членом Комитета по законодательству и судебно-правовой реформе. В 1995 году избран депутатом Государственной думы второго созыва, был членом депутатской группы «Российские регионы», членом Комитета по законодательству и судебно-правовой реформе. Занимался вопросами освобождения российских военнопленных в Чечне, был в числе участников освобождения заложников Будённовске в июне 1995 г. Автор книг «Миссия в Чечне» и «Я выбираю свободу».
В 2000 году баллотировался на пост губернатора Читинской области, на выборах занял 4-е место (менее 3,5 % голосов). Инициировал создание и был председателем читинского Комитета памяти жертв политических репрессий (1988—1996), председателем Читинского Народного фронта (1989—1991), сопредседателем всероссийского движения «Демократическая Россия», председателем регионального движения «Родное Забайкалье» и других общественно-политических и правозащитных организаций.

## Семья
Женат, в семье сын Алексей и дочь Татьяна.